# غار صفرآباد
غار صفرآباد مربوط به دوره نوسنگی است و در شهرستان ارسنجان، بخش مرکزی، دهستان خبریز، ۳۰۰ متری شرق روستای صفرآباد، مشرف بر ساختمان مخروبه و باغ قاسم زارعی واقع شده و این اثر در تاریخ ۲۳ بهمن ۱۳۸۵ با شمارهٔ ثبت ۱۷۲۵۷ به‌عنوان یکی از آثار ملی ایران به ثبت رسیده است.